# Shellshock (videogioco)
Shellshock  è un videogioco del 1996, sviluppato da Core Design è pubblicato da U.S. Gold per Sega Saturn, PlayStation e MS-DOS.

## Gameplay
Shellshock è un gioco ambientato nel futuro prossimo in cui il personaggio giocante è una nuova recluta di un corpo di commando di carri armati che lavorano come mercenari.

## Distribuzione
Una versione per 3DO Interactive Multiplayer è stata annunciata in fase di sviluppo ma non è mai stata pubblicata.